# West Alton (Misuri)
West Alton es una ciudad ubicada en el condado de St. Charles en el estado estadounidense de Misuri. En el Censo de 2010 tenía una población de 522 habitantes y una densidad poblacional de 5,44 personas por km².

## Geografía
West Alton se encuentra ubicada en las coordenadas 38°51′47″N 90°12′14″O / 38.86306, -90.20389. Según la Oficina del Censo de los Estados Unidos, West Alton tiene una superficie total de 95.97 km², de la cual 74.6 km² corresponden a tierra firme y (22.26%) 21.36 km² es agua.

## Demografía
Según el censo de 2010, había 522 personas residiendo en West Alton. La densidad de población era de 5,44 hab./km². De los 522 habitantes, West Alton estaba compuesto por el 98.66% blancos, el 0.57% eran afroamericanos, el 0.38% eran amerindios, el 0% eran asiáticos, el 0% eran isleños del Pacífico, el 0% eran de otras razas y el 0.38% pertenecían a dos o más razas. Del total de la población el 0.96% eran hispanos o latinos de cualquier raza.